# Fort Michilimackinac

Lage von Fort Michilimackinac und politische Territorien in Nordamerika 1750

Fort Michilimackinac war eine ursprünglich französische, später britische befestigte Handelsstation an der Südküste der strategisch wichtigen Straits of Mackinac (Mackinacstraße) zwischen dem Huronsee und dem Michigansee auf dem Gebiet der heutigen Stadt Mackinaw City.

## Geschichte
Fort Michilimackinac hatte weniger militärische als ökonomische Bedeutung. Es war ein Bindeglied in einer Kette französischer Handelsstationen, die sich vom Mississippi River durch den heutigen US-Bundesstaat Illinois zum Sankt-Lorenz-Strom erstreckte. Das Fort diente hierbei als Stützpunkt für Pelzhändler im Westen der Großen Seen.
Die erste dauerhafte französische Präsenz an der Mackinacstraße entstand 1671, als der Missionar Jacques Marquette die Jesuitenmission Saint Ignace (beim heutigen St. Ignace) gründete, zu der 1683 ein Fort kam. 1701 wurde die Garnison jedoch nach Detroit verlegt; die Mission und das Fort wurden aufgegeben. 1715 kamen die Franzosen jedoch zurück und errichteten Fort Michilimackinac, eine hölzerne Befestigungsanlage, um die strategisch wichtige Mackinacstraße zu kontrollieren.
1761 wurde das Fort als einer der letzten französischen Stützpunkte in Nordamerika von den Briten übernommen, was durch den Frieden von Paris von 1763 bestätigt wurde. An seiner Funktion als Handelsstützpunkt änderte sich nichts. Während des Pontiac-Aufstands, an dem sich auch die in der Nähe lebenden Anishinabe beteiligten, besetzte am 2. Juni 1763 eine Gruppe dieses Stammes das Fort und massakrierte den größten Teil der britischen Garnisonsbesatzung. Die Indianer überrumpelten das Fort durch einen Trick: Sie veranstalteten das Spiel „stickball“ (eine Vorform des Lacrosse) vor den Toren des Forts. Die Soldaten des Forts schauten dem Spiel wie bereits in vorherigen Situationen zu. Der Ball wurde von den Indianern durch das offene Tor des Forts gespielt und sie rannten dem Ball hinterher. Im Fort griffen sie zu ihren Waffen, die zuvor indianische Frauen hineingeschmuggelt hatten. Etwa 15 der 35 Soldaten wurde getötet, 5 weitere später gemartert. Es war das fünfte Fort, das während des Pontiac-Aufstands eingenommen wurde – und das größte Fort in diesem Konflikt, das durch eine Überraschung erobert wurde. 
Erst etwa ein Jahr später konnten die Briten das Fort wieder besetzen. 1765 wurde Major Robert Rogers, der sich im Franzosen- und Indianerkrieg Ruhm erworben hatte, zum  Kommandanten ernannt. Rogers betrieb von dort aus eine Suche nach der Nordwestpassage, deren Charakter bis heute umstritten ist. Es wird behauptet, er habe eine unabhängige Republik aufbauen wollen. Rogers wurde schließlich 1767 wegen Hochverrats verhaftet, aber im nachfolgenden Prozess freigesprochen.
Da das hölzerne Verteidigungswerk offenbar für zu verwundbar gehalten wurde, errichtete man 1781 Fort Mackinac auf der nahe gelegenen Mackinac Island. Nach dessen Komplettierung wurde Fort Michilimackinac aufgegeben.

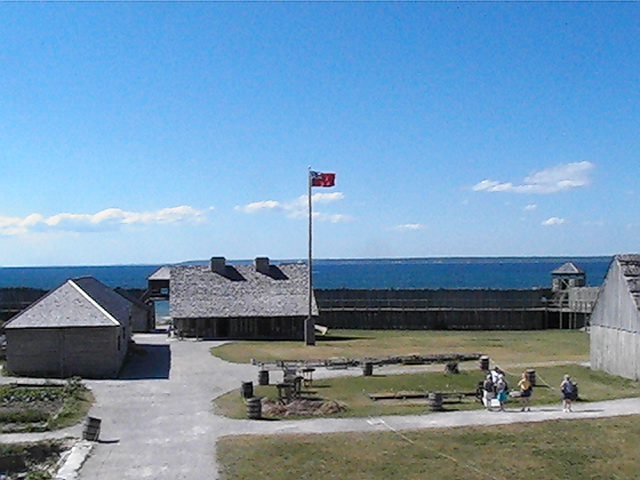
Fort Michilimackinac, Rekonstruktion bei Mackinaw City

Das Gelände des Forts wurde im Oktober 1960 zu einer National Historic Landmark. Heute ist es als Teil des Fort Michilimackinac State Park in Mackinaw City eine beliebte Touristenattraktion. Nach umfangreichen archäologischen Forschungen wurde ein Teil der Bauten rekonstruiert. Fort Michilimackinac gilt heute als die am besten erforschte Stätte der frühen französischen Kolonisation auf dem Gebiet der USA.